# Acanthoscelides centromaculatus
Acanthoscelides centromaculatus là một loài bọ cánh cứng trong họ Bruchidae. Loài này được Allard miêu tả khoa học năm 1868.